# 山口県道229号埴生停車場線
山口県道229号埴生停車場線（やまぐちけんどう229ごう はぶていしゃじょうせん）は、山口県山陽小野田市を通る一般県道である。

## 概要
JR西日本山陽本線 埴生駅から国道190号（旧国道2号）に至る。

### 路線データ
- 起点：山陽小野田市大字埴生（JR西日本山陽本線 埴生駅前）
- 終点：山陽小野田市大字埴生（前場交差点、国道190号交点、山口県道232号奥万倉山陽線終点）

## 歴史
- 1958年（昭和33年）10月1日 - 山口県告示第644号の2により認定される。
- 1972年（昭和47年） - 山口県の県道番号再編により現行の路線番号に変更される。
- 2005年（平成17年）3月22日 - 小野田市と厚狭郡山陽町が対等合併して山陽小野田市が発足したことに伴い起終点の地名表記が変更される（厚狭郡山陽町埴生→山陽小野田市埴生）。

## 路線状況
JR西日本山陽本線 埴生駅や山陽オートレース場へのアクセスの他、国道2号厚狭・埴生バイパスの部分開通時以降は山陽自動車道 埴生ICへの連絡路として使用されているが、改良途上のせいか（あるいは沿道の住宅街に配慮してか）終点での案内標識は十分に整備されておらず、埴生市街地から山陽道へのアクセスとしては積極的に案内されていない。

### 重複区間
- 山口県道232号奥万倉山陽線（山陽小野田市大字埴生）

## 地理

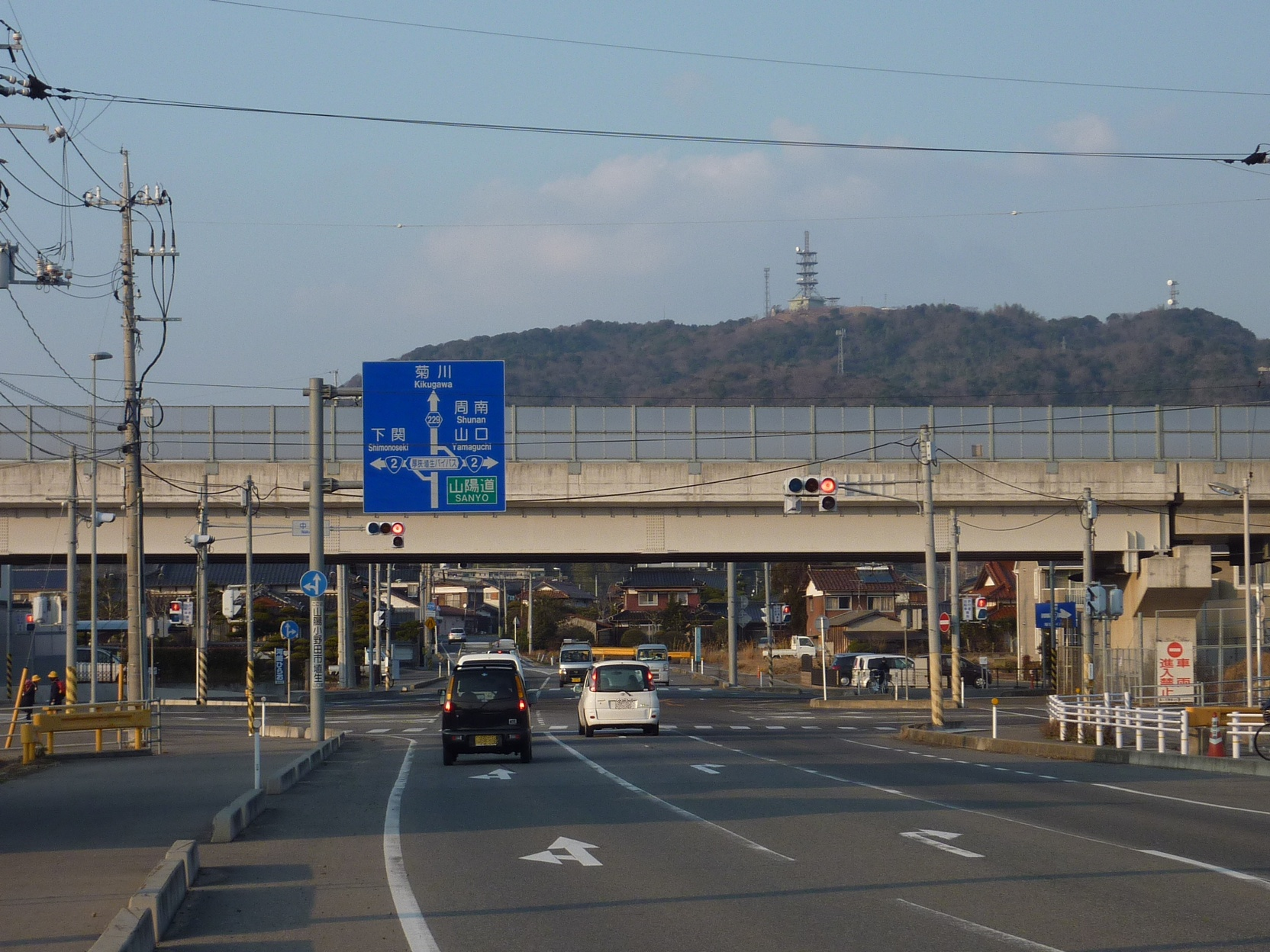
県道229号と国道2号埴生バイパス交点（埴生駅方面）

### 通過する自治体
- 山口県
  - 山陽小野田市

### 交差する道路
| 交差する道路                                     | 交差する場所 | 交差する場所      |
| ------------------------------------------------ | ------------ | ----------------- |
| 山口県道232号奥万倉山陽線 重複区間起点           | 大字埴生     |                   |
| 国道2号 / 厚狭・埴生バイパス 国道9号 重複        | 大字埴生     | 中村交差点        |
| 国道190号 山口県道232号奥万倉山陽線 重複区間終点 | 大字埴生     | 前場交差点 / 終点 |

### 沿線
- JR西日本山陽本線 埴生駅
- 山陽オートレース場 - 中国地方唯一のオートレース場。
- 山陽小野田市役所 埴生支所